# Hutchinsonita
La hutchinsonita és un mineral de la classe dels sulfurs. Va ser anomenada en honor d'Arthur Hutchinson (1866-1937), professor de mineralogia de la Universitat de Cambridge.

## Característiques
La hutchinsonita és un sulfur de fórmula química TlPbAs₅S9. Cristal·litza en el sistema ortoròmbic. Els seus cristalls són prismàtics o aciculats paral·lels a [001], de fins a 1 cm; també poden aparèixer en trossos radiants. La seva duresa a l'escala de Mohs és de 1,5 a 2.
Segons la classificació de Nickel-Strunz, la hutchinsonita pertany a «02.HD: Sulfosals de l'arquetip SnS, amb Tl» juntament amb els següents minerals: lorandita, weissbergita, christita, jankovicita, rebulita, imhofita, edenharterita, jentschita, bernardita, sicherita i gabrielita.

## Formació i jaciments
La hutchinsonita és d'origen hidrotermal. Va ser descoberta a la Pedrera Lengenbach, a Fäld, (Vall de Binn, Valais, Suïssa). També ha estat descrita a Alemanya, l'Iran, el Japó, el Perú i la Xina.